# عبد الحليم سعفان
وُلِدَ عبد الحليم وهبه حسن سعفان، بشبين الكوم، بمحافظة المنوفية، بمصر عام 1914م – 1332هـ. وكان والده الشيخ وهبه، يعمل مؤذنا بمسجد سيدي لاشين، بشبين الكوم، ووالدته فطومة وهيب.
أصابه العمى وهو في الخامسة من العمر، ولم يعرقله ذلك عن إدراك مطلوبه فحفظ القرآن الكريم صغيرا بكتاب الشيخ عبد العزيز أبو حوي، وراجعه على والده.

## التحاقه بالأزهر الشريف
التحق بالأزهر الشريف وحصل علي الشهادة الابتدائية الأزهرية في عام 1352 هـ - 1933 م من المعهد الديني الأزهري بطنطا في عهد شيخ الأزهر الشيخ محمد الأحمدي الظواهري وكان ترتيبه الرابع.
ثم حصل على الشهادة الثانوية القسم الثاني في عام 1357 هـ - 1938 م من المعهد الديني الأزهري بشبين الكوم في عهد شيخ الأزهر الشيخ محمد مصطفى المراغي وكان ترتيبه الخامس.

## مع حسن البنا
وأكمل دراسته بالأزهر الشريف بالقاهرة وبها تعرف علي حسن البنا (1906-1949) مؤسس جماعة الإخوان.
كان الشيخ يحب حسن البنا وكان مواظبا علي الذهاب إلي المركز العام ليسمع حديث الثلاثاء من البنا وكان يقول كنت أقف مشدوها لخطاب الإيمان وكأنّي في الجنة وكأنني لست من أهل الدنيا فلا أحس بأي مشقة حتي إن مرافقه في هذه الرحلة الأسبوعية لحضور الدرس الشيخ سعيد عبد اللطيف الرفاعي (1919_1994) كان يقول كنا نذهب للدرس ولم نتناول من الطعام شيئا وبعد انتهاء اللقاء الذي يستمر ساعات أذكر الشيخ بالطعام لنتناوله فيقول :

##### ألم تشبع ؟وأي طعام أهنأ وامرأ من طعام الجنة...والله لقد شبعت.
وكان حسن البنا يستقبل الشيخ في مرات كثيرة ولا يبدأ الدرس حتي يجلسه في مجلسه ويربت علي كتفه ويقدِره، وبعد المحاضرة يأتي له ليصافحه مرة ثانية لأنه كان يحبه ويحترمه.
حصل علي شهادة العالية لكلية أصول الدين عام 1361هـ - 1942م، ثم علي شهادة العالمية في أصول الدين مع الإجازة في التدريس من الأزهر الشريف في عام 1363هـ -1944م في عهد شيخ الأزهر محمد مصطفي المراغي، ثم حصل علي شهادة العالمية في أصول الدين مع الإجازة في الدعوة والإرشاد من الأزهر الشريف في 27 رمضان من عام 1366هـ -1947م، وكان الثاني علي دفعته وأقرانه فاحتفي به ملك مصر الملك فاروق الأول
وحكي ابنه المهندس محمد عبد الحليم بأنه ذكر له بأن الملك أقام حفلا لتكريم الأوائل فقدِم الشيخ هو وأبوه فسارع الجميع بخدمته وإكرام ضيافته فهذا يؤكله وهذا ينتقي له أطيب الطعام وهذا يسقيه لأن الله عز وجل أدخل حبه في قلب من لقيه من المؤمنين.
وعُين أول ما عين واعظاً بمساجد الصعيد ثم مدرسا بمعهد قنا الأزهري لمدة عامين وبعدها انتقل للعمل بمعهد منوف الأزهري ثم عمل واستقر بالمعهد الأزهري بشبين الكوم لتدريس الحديث الشريف والفقه الشافعي.

## جهاده وابتلاؤه
وفي محنة 1954 عندما اعتُقل الإخوان المسلمون بمصر بقي هو خارج المعتقل فلم يرهبه الخوف ولم يقعده عن الجهاد في سبيل الله بشتى الطرق ؛وكان النظام وقتها قد منع أي أحد من أن ينفق أو يساعد أسر المعتقلين الذين لا يجدون ما يسد رمقهم ولا ما يتأودون به فقام الشيخ عبد الحليم بتنظيم جمع التبرعات، فقام بجمع الأموال والمساعدات لأسر المعتقلين وكان يقسم راتبه نصفين وكان يحصل علي ستة جنيهات شهريا فنصف لأسر الإخوان الذين أُسِرَ عائلهم والآخر له ولأسرته بالإضافة إلي أمه وعمته اللتان كانتا تقيمان عنده حتي وفاتهما وكان أيضا يصل زوجة أبيه بالزيارة والمال حتى وفاتها.
وظل على هذا حتى قبض عليه النظام بعد صلاة العصر وإلقاءه موعظة بمسجد مديرية الزراعة بشبين الكوم في يوم الثلاثاء من صيف عام 1965 وعند عودته إلى منزله برفقة ابنه محمد قابلته إحدى الجارات وتدعي الحاجة ناهد أبو شنب حفظها الله وحذرته من العودة للمنزل لانتظار الظلمة له هناك لاعتقاله -وهذا شأن المؤمنات الكريمات في الدفاع عن المؤمنين رغما عن ضعفهن ولكن ثقة في قوة الله تعالي- حينها وجهه الشيخ للذهاب إلي مسجد عبد المتعال فدخله وصلى ركعات لله عز وجل فلا تسل عن حسنها ولم يكن يعلم ابنه محمد حينها-كان في السابعة من عمره- هل صلى صلاة الخوف أم الحاجة ولكنه كان اتباع الشيخ عبد الحليم للنبي المصطفي صلي الله عليه و آله وسلم
*كان رسول الله صلي الله عليه وسلم إذا حزبه أمر صلي* رواه أحمد وأبو داوود عن حذيفة
وبعدما أنهى الشيخ صلاته أمر ابنه بأن يوصله إلي بيته لملاقاة قدر الله رضيً وتسليماً حينها قبض عليه الظالمون بتهمة مساعدة أسر المعتقلين ورعايتهم وإعادة نشاط الدعوة إلي الله عز وجل، حيث ذكر أحد مقربيه وقتها الحاج عبد الحميد الطنبداوي بأنه من منتصف الخمسينات وحتى القبض عليه كان الشيخ مسئولا عن الإخوان بمحافظة المنوفية، فقام الجلاَدون بتعذيبه -وهو الضرير الضعيف العالم- وعلَقوه ثلاثة أيام في السجن الحربي وهو يقول تحت السياط  (لا يستطيع أحد أن يمنعني من الإنفاق في سبيل الله)
فيشتد عليه التعذيب فلا يغير قوله وقدِم للمحكمة فقال للقاضي: كيف لا أنفق في سبيل الله وقد قال رسول الله صلي الله عليه وسلم : (ليس المؤمن الذي يشبع وجاره جائع إلي جنبه) رواه أبو يعلي في مسنده وإسناده حسن والبيهقي في سننه وصححه الألباني
فحكمت عليه المحكمة بالسجن لمدة سنتين -فأي ظلم أكثر من ذلك- فرُحِل من السجن الحربي إلي سجن أبو زعبل حتي إن الشيخ عبد الحميد كشك والحاج محمد أبو السعود ذكرا بأنهما ومَن في السجن رأوا الشيخ عند ترحيله محمولا كمثل الطفل الصغير بين يدي أحد إخوانه لا يستطيع الحركة ولا القيام من هول التعذيب ومن حرمانه من الطعام الأيام الطويلة فكأنه كومة من العظام يكسوها الجلد فحسب، ثم رحل إلي سجن القناطر ومنعت الزيارات عنه إمعانا في إيذائه وأسرته..
وعندما سُمِح بالزيارات زارته زوجه الصابرة مع أبنائها الصغار فنصحها الشيخ بالصبر وقال لها بأنه يعطيها الحق في الطلاق حتي لا تضار من غيبته عن بيته فعليها أن تستشير إخوانها في ذلك أما أولاده فلهم رب يكلؤهم ويرعاهم حينها ردت عليه زوجه الكريمة الأصيلة المؤمنة أفيك أيها الداعية المؤمن أشاور أهلي ؟ لا والله أنا علي العهد باقية ولدعوته راعية وللأولاد مربية...
وهذا شأن المؤمنين والمؤمنات لا يأتون إلي بأطيب الأعمال *والطيبات للطيبين والطيبون للطيبات أولئك مبرءون مما يقولون لهم مغفرة ورزق كريم* سورة النور - الآية 26
ونفذ الحكم الظالم عليه ولكنه لم يفرج عنه بعد انتهاء محكوميته لأنه لم يوقِع خطاب اعتذار للطاغية يتعهد فيه بعدم الدعوة إلي الله مرة ثانية فأبي وكان من نوادر ما حدث له أن أخا معتقلا عرض عليه كتابة هذا الخطاب وأن يوقع الشيخ عليه ويقدمه هذا الأخ للطغاة ولكن الشيخ أبي ونهره اقتداء بعزة الأنبياء والدعاة واتباعا لأمر قادة الدعوة وهو منهم فأخذ هذا الرجل الخطاب ووقعه بخطه هو و أمهره ببصمة إصبعه هو -أي الرجل - وعند ذهابه لتقديمه -دون علم الشيخ- تعثرت قدمه فسقط علي رأسه ودخل في غيبوبة لمدة ثلاثة أيام حالت بينه وبين تقديم الخطاب عندها رجع الرجل للشيخ وأخبره فضحك الشيخ وقال له حتي لا تهادن وتعتذر لطاغية، وحُوِل إلي معتقل طرة ولم يفرج عنه حتي خرج عام 1971 بعد مضي ست سنوات في السجن الظالم (وكان يقول- –إنني كنت أخرج نصف راتبي –ثلاثة جنيهات-في سبيل الله فحصلت علي السجن ولو استقبلت من أمري ما استدبرت 
وكنت أخرجت راتبي كاملا –الستة الجنيهات-لم أكن لأجلس في السجن هذه الستة الأعوام- وتقبل الله نفقته وجهاده.
- وكانت حياته في المعتقل عبادة متصلة بين صلاة فلا يقعد عن الصلاة إلا لتدريس حلقات الفقه لبعض الإخوان معه ومنهم من تعلم الفقه من شيخنا حتي حصل علي شهادة العالمية في الأزهر الشريف ثم بعدها الدكتوراة في أصول الدين * ومنهم من حفظ القرآن الكريم كاملا مشافهة من الشيخ بالمعتقل وهو الشيخ أحمد باشا ومنهم التاجر الكبير الحاج محمد الشال الذي صحبه طوال اعتقاله وكذا بعد خروجه من المعتقل وكان يستشيره في كل صغيرة وكبيرة من أمور تجارته وغيرهم كثير لا نعلمهم ولكن الله يعلمهم....

وكان إذا أردت أن تستفتيه أو تتحدث معه لا تجده خاليا سوي وقت تناول الطعام أما سوي ذلك فصلاة وتعليم.
- وكان يقول وهو ممتن شاكر لنعمة الله تعالي عليه:(اللهم أكرم من تسبب بدخولي المعتقل فلقد رأيت فيه الخير الكثير وما قرأت كتاب المحلي لابن حزم إلا في المعتقل، ومن هنا بدأ اهتمام شيخنا بكتاب (المحلي) لابن حزم وتيسيره للناس لينتفعوا بكنوزه.
- ولم نذكر أنه عند دخوله المعتقل ترك أولاده صغارا وحدهم مع أمهم الصابرة وله ولدان وابنتان وكان أكبرهم أحمد عبد الحليم والذي أتم حفظ القرآن الكريم في الحادية عشر من عمره في غياب والده بالمعتقل.

وقبل خروج الشيخ من المعتقل بأسبوع جاءته البشري بنجاح ابنه أحمد في الثانوية العامة بدرجات تؤهله لدخول كلية الطب -وكان نِعم الابن الحاني علي أبويه وإخوانه- وكان من مزيد كرم الله تعالي علي الشيخ أن وهبه ذرية طيبة علي نفس العهد بالدعوة إلي الله وحب الله ورسوله وحفظ القرآن الكريم والجهاد في سبيل الله تعالي حتي الابتلاء فقد سجن الظالمون أحمد ابن الشيخ عبدا لحليم بعد كبره لمد ثلاثة أعوام بعد محاكمة عسكرية ظالمة بنفس تهمة أبيه فصبر ورضي اقتداء بأبيه *ذرية بعضها من بعض والله سميع عليم* سورة آل عمران – الآية 34 
وكان من نوادر تواصل الابن مع أبيه في الحياة بالقرآن الكريم أنه ذكر عليه بأنه لما مات جمال عبد الناصر وكان الشيخ وقتها لا يزال معتقلا ولا يسمح لهم بأي أخبار من الخارج فأخفي السجانون الخبر عنه كيلا يفرح ولكن ابنه أحمد أرسل رسالة له تطمئنه علي حال الأسرة –وبالطبع فإنها تراقب من قبل إدارة السجن قبل وصولها لوالده-ففكر كيف يخبره بالنبأ فكتب أعلي الرسالة جزء من آية فكتب *والحمد لله رب العالمين*
وعندها فهم الشيخ مقصد ابنه وبشر من معه بقرب انفراج الأزمة وهلاك الطغاة مصداقا لقوله سبحانه وتعالي في أول الآية *فقطع دابر القوم الذين ظلموا والحمد لله رب العالمين* سورة الأنعام –الآية 45
فأي تربية وأي هداية تلك التي تربي ابنا في فترة المراهقة غائب أو مُغَيْبٌ أبوه ومحاصر بدعاية سيئة علي أن يُحفظ من الفتن بل ويحفظ أهل بيته بحفظ القرآن الكريم له...إنه الله عز وجل *وكان أبوهما صالحا* سورة الكهف – الآية 82
- ووهبه الله من أحفاده الذرية الطيبة المؤمنة الحافظة لكتاب الله ومنهم إيمان أحمد عبد الحليم والتي كانت الأولي في جميع مراحل التعليم الأزهري علي مصر كلها ولها قصة مشهورة في المنع من التعيين بالجامعة *
- وعند خروج الشيخ من المعتقل كان قائد المعتقل (عبد العال سلومة) يقف علي باب المعتقل ليمعن في إذلال الأسري المفرج عنهم ويتحقق من هوياتهم ولكن الشيخ بعزة المؤمن رغم شوقه وحبه للقاء أسرته وإخوانه بالخارج ظل يصلي حتي خرج جميع المفرج عنهم ويئس قائد المعتقل من انتظار التقليل من شأنه-حاشاه وشيخنا هو الكريم-فدخل حجرته عندها خرج الشيخ دون مصافحة هذا الجلاد الذي كان له دور كبير في مذبحة طره حيث استشهد أكثر من عشرين معتقلا بلا ذنب أو جريرة سوي إيمانهم ب(لا إله إلا الله محمد رسول الله) وعملهم علي تحكيمها في المجتمع *وما نقموا منهم إلا أن يؤمنوا بالله العزيز الحميد* سورة البروج – الآية 8

ومن زهده وطلبه الثواب من الله عز وجل فحسب أن دعاه أحد إخوانه لرفع قضية للحصول علي تعويض مالي كبير عن سنوات الاعتقال والتعذيب فأبي الشيخ وقال له إذا كان تعويضا ماليا دنيويا فلا حاجة لي به وأما إذا كان التعويض من الله عز وجل فهذا ما أتمناه 
وكان من زهده وورعه أيضا أنه عندما مات أبوه -وقد كان يعمل مؤذنا بالمسجد- رفض شيخنا أن يحصل علي ميراثه في بيت أبيه وذلك لأنه كان يأخذ بمذهب أن وظيفة الأذان للصلاة لا يستحق عليها المسلم أجرة أو معاشا شهريا، فقد كان يأخذ نفسه بالعزائم.
وذكر أبناؤه-من قبيل أن كل محنة تحمل في طياتها المنح- أن الشيخ كان يعاني قبل دخوله المعتقل من آلام شديدة مزمنة في القولون حتي إن طعامه كان محددا في بضعة أصناف فقط وكانت آلام القولون تعاوده كل فترة فيعاني منها ثلاثة أيام متصلة يفترش الأرض من الآلام وعندما دخل المعتقل خشي أبناؤه من معاودة الألم عليه ولكنه بعدما خرج لم يشتك قط من آلام القولون بل كان يأكل كل أنواع الطعام بلا آلام...فسبحان الله الذي جعل مع كل عسر يسرين *فإن مع العسر يسرا إن مع العسر يسرا* سورة الانشراح - الآيتين 5، 6

## خروجه من المعتقل وجهاده الدعوي
وبعد خروجه من المعتقل صار معروفا في كافة أرجاء مصر عن طريق من عاشرهم فترة الاعتقال وعلموا إخلاصه وعلمه وزهده وورعه واتباعه الدليل في الأحكام فأصبح قبلة الإفتاء في مصر وكان يقتدي بإبراهيم عليه وعلي نبينا الصلاة والسلام *إن إبراهيم كان أمة قانتا لله حنيفا ولم يك من المشركين شاكراً لأنعمه اجتباه وهداه إلي صراط مستقيم* سورة النحل- الآيتين 120-121
فكان الشيخ عبد الحليم سعفان أمة في العلم إذا سألت عن الفقه تجده حاضرا بأدلته في شتي المذاهب وعند المواريث واللغة والتجويد ومشاكل الأسرة وكذا القضايا المعاصرة كان له القدح المُعلَي بها وقصب السبق في الإفتاء بعلم وكان لا يهادن في الحق-كشأنه في حياته كلها-فإذا جادله أحدهم بالباطل أو الزيغ والأهواء ردَه الشيخ إلي جادة السبيل وإلا فالطرد من نصيب صاحب البدعة المفتن. 
وكان قلبه وبيته ومجلسه بمسجد الأنصاري بشبين الكوم مفتوحا لكافة الناس فمرة تجد في مجلسه صوفيا يسأل وأخرى سلفيا وثالثة من الإخوان المسلمون ورابعة من التبليغ والدعوة وخامسة من ليس له اتجاه معين من عامة الناس، ومرة تجد طبيبا وأستاذا جامعيا يسأل وثانية عاملا باليومية فيعطي كل واحد منهم وجهه وقلبه وكرمه وحظه من العلم والنصح والفتوي إذا كانت حاضرة وإلا وجَهه إلي غيره من العلماء مثل الشيخ/عبد المتعال سيف النصر –العالم الأزهري الفقيه المعمر والذي كان ينادي لشيخنا في كبره يا ولد يا عبد الحليم لقربه من قلبه وكذا يوجه للشيخ/سليمان الشيمي الفقيه الأزهري المالكي ويستهدي بآرائه وفتاويه في المذهب على الرغم من أن الشيخ سليمان كان ينادي شيخنا ب (يا أستاذي و يا شيخي)..وتلك من أخلاق العلماء 
وإن لم يعلم الإجابة علي السؤال فما أيسر أن يقول لا أدري...
وكان يحج بيته الكثير من الشباب ويفتح لهم قلبه في حنو وتواضع بالغ على الرغم من جهل غالب الشباب وطيشهم واعتدادهم بأنفسهم-وبجهلهم علي الحقيقة-لكنه كان يوجههم في حنو بالغ فيقسم من جلس معه بأنه كان يدخل علي الشيخ مثقلا بالذنوب والهموم والأهواء تكاد تعصف بقلبه وفؤاده فإذا جلس مع الشيخ واستمع له خرج من قلبه كل شك وهم وهوي –بل وامتلأ قلبه إيمانا وعلما ويقينا وتوكلا علي الله –فيخرج من بيت الشيخ وكأنه طائر مغرد مسبح يكاد يلامس السماء بجناحيه ويكاد قلبه يسبقه إلي عالم الخلد والملكوت، وهذا علامة –فيما نحسب والله حسبه ولا نزكي علي الله أحدا-علامة الإخلاص والقبول. 
وكان بعض طلبة الجامعة يقولون(لو كان كل الإخوان مثل الشيخ عبد الحليم سعفان لدخلنا كلنا في الإخوان المسلمون)
وقد ذكر الدكتور عصام العريان بأنه كان يطلب العلم عند الشيخ فينال مع العلم الصبر والحال الطيب والثبات علي الحق *

## علمه ومؤلفاته
وقد امتلأ قلبه بحب العلم حتي إنه حتي لا يضيع وقت من حياته بدون قراءة أو تحصيل علم عيَن أحد الأزهريين عنده وهو الشيخ توفيق خواجة ليراجع معه الفقه يوميا ويقرأ عليه (المُحلي) لابن حزم لييسره الشيخ للناس ويخرج كنوزه ومَثَلُهُ كمثل النحل *وأوحي ربك إلي النحل أن اتخذي من الجبال بيوتا ومن الشجر ومما يعرشون ثم كلي من كل الثمرات فاسلكي سبل ربك ذللا يخرج من بطونها شراب مختلف ألوانه فيه شفاء للناس إن في ذلك لآية لقوم يتفكرون* سورة النحل- الآيتين 68-69
فتناول الشيخ كتاب (المحلي) لابن حزم الظاهري ونقده نقد الصائغ الماهر للجوهر الصافي فكشف طيب معدنه وندرة صنعته وفي مواضع كثيرة أيَده في رأيه باتباع النص وقوة حجته وفي أخرى حجَه الشيخ عبد الحليم بحجته بنصاعتها ورأي الأئمة الأعلام من فقهاء الأمة بل وذَبَ في أوقات كثيرة عنهم قسوة ابن حزم في نقده لهم...كل ذلك في أدب جمٍ وتواضع فريد –قلما تجد نظيره بين طلبة العلم بله العلماء الأفذاذ- ومن يطلع علي مقدمته لكتابه (تيسير المحلي) فيجده يسِم نفسه بالمغامر تارة وبالطفل الذي يتطاول في مجالس الرجال تارة أخرى...
كيف لا يقول ذلك..؟ وهو الزاهد في الدنيا بمنصبها وجاهها ومالها وقد جاء في الأثر عن النبي صلَي الله عليه و آله وسلم: (إذا رأيتم الرجل قد أوتي زهدا في الدنيا ومنطقا فاقتربوا منه فإنه يُلقَنُ الحكمة) أخرجه أبو نعيم والبيهقي وضعفه السيوطي في الجامع الصغير 1/ص84رقم635
وكان يتناوب القراءة له مع الشيخ توفيق خواجة الشيخ عبد السلام باشا والأخ دسوقي عزوز وغيرهم ممن كان يقرأ علي الشيخ كثير
وكان وقته كله علم ومدارسة فلا يمل من القراءة وكان الإخوة الذين يقرأون عليه يملؤون يومه كله وكانت قراءته تبدأ من التاسعة صباحا حتي صلاة الظهر وما إن ينزل لصلاة الظهر إلا ويزوره قارئ آخر فيقرأ حتي قبيل العصر فيتناول الغذاء ثم يأتيه آخر بين العصر والعشاء ويكمل الأخير حتي منتصف الليل. 
كل ذلك والشيخ مستمتع متنعم برياض الجنة وأزهار القرآن وثمار العلم الرباني...تقبل الله منه وألحقنا به في الجنة علي خير. آمين
- ولم يكتف الشيخ ب(تيسير المحلي) في خمسة مجلدات –وهو ما شرعنا بطبعه بتوفيق الله تعالي-ولكنه قام ب(تيسير شرح الإمام النووي لصحيح مسلم) –مخطوط- وكذا (مختصر الترغيب والترهيب)-مخطوط-

وكتب كتابا للمرأة المسلمة التي تتناوشها سهام الشيطان من كل مكان لتفتنها عن دينها وعفتها فأجاد في بيان دورها ومكانتها وحظها وخطرها في الإسلام وعليه ونصحها نصيحة الأب العالم الشفيق علي ابنته وجوهرته المصون وسماه (المرأة المسلمة بين حزب الله وأحزاب الشيطان وبين صراط الله وحبائل الشيطان) *-نفد-
وكذا استفتاه أحد المسلمين المهاجرين باليابان عن فتوي دينية فأرسل له الشيخ وصية جامعة مانعة ماتعة في فضل الإسلام وأمة الإسلام 
وفضل المسلم والمؤمن وأن الكون كله خُلِق من أجله لطاعة الله تعالي وعبادته وواجب الدعوة إلي الله لإنقاذ الناس من نار الدنيا وشهواتها وجحيم الآخرة إلي جنة عرضها السماوات والأرض أعدت للمتقين، ثم ختمها بإجابة السائل عن سؤاله وفتياه-اقتداء بسنة رسول الله يوسف عليه وعلي نبينا الصلاة والسلام 
ومنهجه في دعوة السائليْن عن تأويل رؤياهما بأن دعاهما للإيمان وعبادة الله وحده أولا ثم قص عليهما بعدها تأويل رؤيا كل واحد منهما
- ودخل معه السجن فتيان قال أحدهما....* الآيات من سورة يوسف (من الآية 36 حتي الآية 41)

وسُميت هذه الرسالة (هذه وصيتي) *-نفد-
وعندما وجدت فتنة غمرت العالم الإسلامي من مشرقه إلي مغربه بالخوض في المتشابه وتأويله وإرغام العامة عليه فقسمت الأمة وشقت رايتها وفرقت قلوبها كتب رسالة محكمة عن المحكم والمتشابه وسُميت (في ظلال الإيمان) *-نفد-
أوضح وأبان من خلالها أركان الإسلام والإيمان والإحسان وفقا لما جاء في القرآن الكريم والسنة النبوية الشريفة وهما معينا ونبعا الإسلام الصافي الذي استقت منه الأمة كلها إيمانها من بدء الرسالة إلي أن يرث الله الأرض وما عليها.
هو الذي أنزل عليك الكتاب منه آيات محكمات هنَ أم الكتاب وأُخر متشابهات فأما الذين في قلوبهم زيغ فيتبعون ما تشابه منه 
ابتغاء الفتنة وابتغاء تأويله وما يعلم تأويله إلا الله والراسخون في العلم يقولون ءامنا به كل من عند ربنا 
وما يتذكر إلا أولو الألباب ربنا لا تزغ قلوبنا بعد إذ هديتنا وهب لنا من لدنك رحمة 
إنك أنت الوهّاب ربنا إنك جامع الناس ليوم لا ريب فيه إن الله لا يخلف الميعاد* سورة آل عمران –الآيات 7، 8، 9

## علماء ودعاة عاصروه
وكان الشيخ أول من خطب العيد في الخلاء في المنوفية -اقتداء بسنة المصطفي صلَي الله عليه وسلم- بشبين الكوم وكانت للشيخ دروسه العلمية الفقهية في مساجد المنوفية وكذا سافر في رحلة دعوية إلي الولايات المتحدة الأمريكية في عام 1988 لدعوة وإفتاء مسلمي الغرب لقضاياهم الحياتية ومسائلهم المستحدثة. 
وقد خصص الشيخ يوما بالأسبوع لإلقاء درس للنساء بالمسجد لما يعرفه الشيخ من دور للمرأة في حمل مشعل الإسلام وتربية النشء والحفاظ علي الأسرة المسلمة. 
وكان الشيخ معروفا لدي كثير من دعاة الدول العربية وكانوا يرسلون له من يأخذ الفتوي منه وقد كان كثيرا ما يأتيه المستفتون من لبنان والسعودية والإمارات وكان من حبهم وثقتهم بعلمه أن طلب أحد الإخوة اللبنانيين من مرافق الشيخ الأمين الأخ/عبد الرزاق سنان أن يحمل معه مسجلا دائما ليسجل جميع فتاويه وأحاديثه حتي يستفيد منها الناس لأنه كان قليل الكلام إلا بالعلم النافع.
وكان للشيخ احترامه وتقديره من الشيوخ ومنهم ملك المنابر المتوج وسلطان خطباء العصر بلا منازع الشيخ عبد الحميد كشك الذي صحبه في معتقله ومدح صبر الشيخ عبد الحليم في إحدى خطبه، 
ومنهم الداعية الخطيب الذي إذا خطب فكأنك تري الآخرة رأي عين وإذا قرأ القرآن تري وجلا وبكاء وتأثرا الشيخ إبراهيم عزتإمام جماعة التبليغ والدعوة فقد كان يزور الشيخ ويزوره الشيخ في بيته بجوار مسجد أنس بن مالك بالقاهرة ويبيت عنده يتدارسان العلم والفقه ويفكران في ما يصلح أحوال المسلمين وكذا الشيخ عبد اللطيف مشتهري * رئيس الجمعية الشرعية وفقيهها والذي كانا يترافقان معا في بعض الرحلات الدعوية،
وكان محبا للشيخ حسن أيوب وكان الشيخ يزوره في منوف ويحضر دروسه العلمية القيمة.
ومن شيوخ الشيخ عبد الحليم الذين تتلمذ علي أيديهم الشيخ علي شلبي 
ومن أحبابه المحدث الأزهري الداعية الفقيه الزاهد الصابر الأستاذ الدكتور سيد نوح
والذي عمل علي طباعة كتاب (تيسير المحلي) للشيخ عبد الحليم ولكن أجله سبقه، 
وكذلك عالم القراءات الشيخ أحمد البربري وكانا يسميان معا(القطبان) عندما يلتقيان معا تلتقي علوم الشريعة مع علوم الحقيقة والقرآن حتي إن مرافق الشيخ عبد الحليم الأخ عبد الرزاق سنان يروي قصة زيارة الشيخ عبد الحليم للشيخ البربري بمسجده (سيدي خليل) فوجد الشيخ البربري يقدم يحبو علي يديه وركبتيه مقتنصًا يد الشيخ عبد الحليم مقَبِلا لها عندها شعر الشيخ به فعانقه بحب وعاطفة وتقدير حتي إن عمامتيهما (غطاء الرأس الأزهري)سقطتا من علي رأسيهما من حرارة اللقاء ودفء الحب في الله بين عالمين زاهدين مقبلين علي الآخرة.
وكذا كان حب أحد أصدقاء الشيخ الذي لازمه من شبابه وفي محنته وتعلم منه حتي حصل علي الدكتوراه في أصول الدين من جامعة الأزهر وهو الذي لم يكن قبلها إلا حاصلا علي الابتدائية المهنية الزراعية وكذا حصل علي دكتوراه أخرى في الزراعة، فدام الود واتصل بينهما حتي مع تباعد المسافات بعد سفره كان يأتيه في إجازته زائرا للشيخ شاكرا له متعلما ويبيت في بيته الليالي ذوات العدد يتدارسان العلم بالنهار ويقومان الليل إلا قليلا.
ومنهم أيضا الشيخ العلاَمة الأزهري الصوفي السني صاحب الأحوال ذو الوجه المنير الشيخ محمد عباس وكان الشيخ عبد الحليم سعفان يجلس منه –على الرغم من وفرة علمه وكبر سنه- مجلس التلميذ من أستاذه لمعرفته بقدره ومنزلته وكان الشيخ محمد يقربه ويحبه ويختصه بمنزلة عظيمة.
ومنهم الداعية المجاهد الصابر الزاهد إمام مسجد العمودي بجدة الشيخ محمد أبو السعود ذو الباع الطويل وزارع بذرة الدعوة في ميت خاقان وما جاورها من بلاد وكذا سيناء وقلَما تجد داعيا إلا وقد تأثر به فكان الشيخ عبد الحليم يحبه ويوقره وكانا يصليان معا التراويح بمسجد معاذ بن جبل بشبين الكوم فيؤم الشيخ عبد الحليم الناس في صلاتهم بقراءة جزء من القرآن في ثمان ركعات فكانت قراءته تفسيرا وبيانا وفهما وتأثرا بالقرآن الكريم حتي كان الناس يقولون عنها (قراءة مفسرة) حتي إذا وصل للوتر يرجع من القبلة للصف الأول ويدع الوتر والدعاء للشيخ محمد أبو السعود وعندما سئل عن ذلك قال أدع الوتر والدعاء لرجل صالح لعل الله عز وجل يتقبل منه فيغفر لنا ويرحمنا. 
وعندما سئل لماذا لا تصل التراويح بثلاثة وعشرين ركعة اقتداء بسنة أمير المؤمنين عمر بن الخطاب والخلفاء الراشدين من بعده؟ قال إن الناس لا تستطيع ولكنني عندما أرجع إلي بيتي أكملها ثلاثاً وعشرين ركعة.
وكذا الأستاذ المربي المجاهد الصابر الحاج محمد عمارة(1930-2010) * الذي صبر وامتحن في إيمانه فخرج من الفتنة والابتلاء أصفي وأنقي من الماء الزلال والعسل المصفّى والذهب الخالص فكان حب الله يجمعهما والجهاد في سبيل الله سبيلهما وذكره الحاج محمد عمارة في مذكراته عن شخصيات دعوية قدوة للجيل وشهادته علي العصر.
ومنهم القائد المجاهد الفار بدينه إلي الله ورسوله الذي أعجز الطغاة في إدراكه الحاج فرج النجار.
ومن معاصريه الشيخ العلاَمة عبد المجيد يس شيخ المعهد الأزهري بشبين الكوم والذي كان يُنزل الشيخ منزلة كبيرة.
وكذا الشيخ الأزهري الصوفي محمد أبو الحسن المدرس بالمعهد الأزهري
وأيضا الشيخ علي شتلة والذي كان يستمع لدروس الشيخ حسن البنا فيحفظها عن ظهر قلب ويعيدها بتمامها في مسجد سيدي لاشين حيث كان يعمل خطيبا له ولكن النظام حبسه وآذاه أشد الأذي.
ومنهم أيضا الشيخ المقرئ الشيخ عبد المنعم الزوبري والذي كان قريب الشبه بشيخنا وكان يعتز بهذا الشبه ويدعو له ويزوره ويذكره بالخير دائما.
وكان الشيخ الكاتب التحرير قوي الحجة رفاعي سرور *
يدفع للشيخ كتبه ومنها (عندما ترعي الذئاب الغنم) ليقرأها الشيخ ويضيف عليها تعليقاته –إن وجدت- ويناقشها معه ويطلب نصيحته ومشورته.
ومن محبيه الشيخ المالكي الأزهري الشيخ سليمان الشيمي.
وكذا الشيخ سيد النحاس العالم الأزهري 
ومنهم الشيخ محمد محمد سيد علام الشهير بالشيخ شعبان علام وكيل الوزارة بالأزهر والمفتش وعلاَمة الفقه والمواريث وقد كان تلميذا للشيخ عبد الحليم وهو نسيبه أيضا.
ومحب للقرآن ومحفظًا إياه للكثير من الدعاة الشيخ شفيق الشرقاوي
والشيخ الأزهري الدكتور محمود السبكي
وكان للشيخ عبد الحليم سعفان أختا اسمها الشيخة منيرة وكانت تلقي الدروس الدينية للنساء بمسجد سيدي لاشين بشبين الكوم وكذلك كانت توصله لطلب العلم وهو صغير فجزاها الله خيرا.
ومن محبيه ومعاصريه الشيخ عبد الخالق الشامي وكانا يتناوبان صلاة التراويح في مسجد الزناتي بشبين الكوم فيصلي الشيخ عبد الخالق الركعات الأولي للعامة بثلاثة أرباع الجزء وكانت تسمي (صلاة الشيوخ) لأن غالبية أتباعه من كبار السن ثم يكمل الشيخ عبد الحليم باقي الركعات الثلاث والعشرون بجزء كامل من القرآن الكريم وكانت تسمي (صلاة الشباب) لأن غالبية مأموميه من الشباب
وكذا أيضا الشيخ عبد الخالق العطار الداعية المعروف والمعالج بالقرآن الكريم
وكذلك احترامه وتقدير علمه وجهاده ملأ قلب داعية العصر ومجاهد بلاد الأفغان وشهيد الجمعة المجاهد الشهيد الدكتور عبد الله عزام حيث أهداه الشهيد عبد الله عزام نسخة من رسالة الدكتوراه الخاصة في أصول الفقه من جامعة الأزهر والتي هي بعنوان (دلالة الكتاب والسنة علي الأحكام من حيث البيان) وكان الشيخ عبد الحليم من أكثر الداعمين للجهاد بأفغانستان وفلسطين بالنفس والنصح والنفقة.

## جهاده الاجتماعي
وقد كان مع كل هذا لا ينسي العامة من جهده الاجتماعي فكم قام بتزويج النساء والسعي لإيجاد زوج صالح لهن والنفقة عليهن حتي إن جهده الاجتماعي وصل لباقي الدول العربية والخليج فكم من أخ مسلم هناك وجد ضالته لدي الشيخ من زوجة صالحة تملأ جنبات حياته بالإيمان والمودة والرحمة وكان لا يهنأ له بال حتي يجد زوجا لأي أخت أو أخ يلجئ له للزواج حتي إنه في كثيرة كان هو من يبادر بعرض خدمته عليهم حتي ولو لم يكن معهما أي مال يبدآن حياتهما به فييسر لهما الأحوال ويمنح وجهه لإخوانه ومحبيه لييسر السكن ونفقات العرس للعروسين وذلك لعلمه بأهمية الأسرة المسلمة لبناء المجتمع المسلم وبأن الزواج من أشد الطاعات علي الشيطان وأعوانه.
على الرغم من هذا الجهد الجهيد والعمل المتواصل لم ينس حظه من قيام الليل فكان يقول لأحد مرافقيه عندما ذكر له بأنه فاتته صلاة الفجر في المسجد فقال له الشيخ عبد الحليم سعفان وهل تفوت الأخ المسلم الداعية صلاة القيام حتي تفوته صلاة الفجر!؟ وكان شيخنا يصلي كل ليلة أحد عشر ركعة اقتداء بسنة نبينا محمد صلي الله عليه وسلم ولا تسل عن حسن صلاته وتمتعه بالقرآن الكريم فيها، وكان كثير الصيام.
وكان من توقير قادة الدعوة له وحبه لهم أن طلب من الحاج محمد عمارة أن يزور الأستاذ حسن الهضيبي المرشد الثاني للإخوان المسلمون وعندما علم الأستاذ الهضيبي بذلك قال لا الواجب علي أن أزوره أنا، ولكن القدر لم يمهله وتوفي الأستاذ الهضيبي قبل الزيارة. فذهب الشيخ عبد الحليم سعفان إلي القاهرة لأداء واجب العزاء وحينها عرض عليه القائمون علي الدعوة تولي شئون الدعوة بمحافظة المنوفية ولكنه رفض رفضا شديدا ليقينه بعظم المسئولية وثقل التبعة واختار أن يكون جنديا عن أن يكون قائدا.
وعند زيارة الأستاذ عمر التلمساني المرشد الثالث للإخوان المسلمون لمدينة شبين الكوم وإلقاءه خطابا بجوار مدرسة الثانوية بنات مدحه في خطابه وذكر بأن الشيخ عبد الحليم سعفان أمير الإخوان وإمامهم بالمنوفية.
وكان الشيخ يملأ وقته بالحض علي الجهاد والإنفاق والدعاء للمجاهدين بفلسطين وأفغانستان والبوسنة والهرسك والشيشان ويسأل عن أحوال المسلمين في العالم الإسلامي أجمع وكان يفرح لفرح أي مسلم في بقعة من الأرض ويحزن لحزنهم وكان يسمع الأخبار في الإذاعة البريطانية وعند أي خبر خير ونصر للأمة أو اندحار أعداءهم كان يكبر ويسجد سجدة شكر طويلة ويبكي وكأنه هو من انتصر على الرغم من بعد المسافات واختلاف اللغات وإذا سمع خبرا يسوءه عن مسلم اغتمَ لذلك ويدعو الله عز وجل بأن ينقذهم من امتحانهم وابتلاءهم.
وكان يجمع نفقات المجاهدين بفلسطين والشيشان وغيرها من دول الإسلام ويرسلها لهم حتي إنه في مرض وفات استدعي أحد محبيه علي وجه السرعة وأنَبه علي تأخره عن القدوم له وقال له بأن لديه مبلغا من المال يريد أن يرسله للمجاهدين وتأخر عليه وعندما أحضرت زوجه الصالحة المبلغ قال لها هذا لا يكفي وأخذ من مصروف بيته –والذي يكفيه بالكاد-أخذ منه مبلغا آخر وأعطاه للرجل وأمره بأن يوصله إلي مصارف المجاهدين بفلسطين وأن يرجع في نفس اليوم ليطمئنه علي تسليمه وعند عودة الأخ واطمئنانه بتسليم المبلغ فرح الشيخ فرحا كبيرا وحمد الله عز وجل وسجد لله شكرا له سبحانه وتعالي ثم طلب من الأخ أن يجلس معه-وكان هذا بعد العصر- وسأله أن يقرأ عليه من كتب الفقه وتفسير القرطبي –الذي كان الشيخ قد شرع في اختصاره ولكن الأجل لم يمهله-فذكره الرجل بأنك يا شيخ مريض فقال له الشيخ بأنه مرض بسيط لا يشعر به –على الرغم من أن الشيخ كان مريضا بتليف الكبد ولكنه حب الله والدار الآخرة ملأ أركان قلبه فأنساه بدنه وآلامه-فأخذ يقرأ علي الشيخ حتي أذن المغرب فأمره الشيخ بأن يصلي بالمسجد ويأتيه بعدها ليكمل فأكمل حتي العشاء فأمره أن يصلي بالمسجد ثم يرجع لإكمال القراءة ففعل وأخذ في القراءة حتي انتصف الليل في الثانية عشرة مساء-أي حوالي ثمانية ساعات من القراءة المتصلة كل ذلك والشيخ مريض وعمره ثلاثة وثمانون عاما-فأشار له الشيخ بأن كفي حتي لا يؤخر القارئ فسأله المرافق بأن متي يستريح الشيخ من القراءة فأجاب الشيخ عبد الحليم سعفان بأنه حياته في العلم والقراءة وأن اليوم الذي لا يقرأ فيه يكون مماته.
فكان يوم الشيخ عامرا بالخير والعلم والعمل الصالح والجهاد فبين صلاة ونفل وصيام وقراءة قرآن حيث كان الشيخ يختم القرآن قراءة كل ستة أيام سوي أيام رمضان حيث كان يشد المئزر ويوقظ أهله ويعتكف وفي العام الذي قُبِضَ فيه اعتكف عشرين يوما- اقتداء بسنة المصطفي صلي الله عليه وسلم في آخر عام من حياته الشريفة صلي الله عليه وسلم حيث اعتكف عشرين يوما لأنه لم يعتكف العام الفائت- فاعتكف الشيخ بمسجد سيدي خليل.

## وفاته
في الأيام التي سبقت وفاته كان ملازما للفراش وتجمعت عليه الأمراض بين الرئة والكبد وغيرها.
وكان في مرض موته لا يأكل إلا نادرا وفي آخر ليلة استيقظ وطلب من أهله طعاما فتناوله ثم نام فاستيقظ وأيقظ أهله لصلاة الفجر جماعة ثم قرأ القرآن وصلي الضحي وبعدها أحس بقرب لقاء ربه فدعا ابنه المجاهد الدكتور أحمد وأخذ يستعرض ويقرأ معه آيات الجنة كلها آيةً آية حتي إذا انتهي فاضت روحه، وهذا ما رواه ابنه الدكتور أحمد سعفان، وقد ذكر أحد اصدقاءه، عندما كان جثمان الشيخ مسجي في مسجد الأنصاري انتظارا لصلاة الجنازة عليه بأنه لم يعلم بوفاة الشيخ إلا برؤيا رآها ليلة وفاة الشيخ بأنه يرتدي زي علماء الأزهر جالسا في قبره للسؤال، فجاء من القاهرة للاطمئنان عليه، فوجده قد مات عليه.
وروي مرافقه الأخ عبد الرزاق سنان، بأنه عندما دخل عليه وقت غسله، وجد وجهه مدورا مثل البدر وكأنه نور من القمر ليلة اكتماله، وكأنه نائم نومة هانئة فقبله علي جبينه الشريف.
وصلَي عليه "الشيخ أحمد باشا"، بمسجد الأنصاري، بشبين الكوم، وكانت وفاته سنة 1417هـ - 1996م.